# Pixabay

Pixabay.com est un site web de partage d'images : photos, illustrations, images vectorielles et clips vidéos. Le site est développé en Allemagne par Hans Braxmeier et Simon Steinberger. En août 2020, 1 800 000 photographies et images vectorielles sont disponibles, fournis par des photographes et illustrateurs de sa communauté.

## Historique
L'entreprise est fondée en novembre 2010 à Ulm (Allemagne). En mars 2012, Pixabay est profondément remanié et passe d'une collection d'images personnelles à une communauté en ligne interactive, en 26 langues.
Les médias téléchargés sur Pixabay relevaient à l'origine de la licence Creative Commons CC0 qui consacre les œuvres au domaine public, mais après janvier 2019, Pixabay a changé la licence qu'ils utilisent pour la leur, appelée la licence Pixabay.
En mai 2019, l'entreprise est rachetée par Canva Pty Ltd, une société qui fournit un logiciel graphique en ligne.
Le 17 avril 2023, de nouvelles modifications des conditions d'utilisation de Pixabay sont entrées en vigueur. Il s'agit notamment de la modification de la "Licence Pixabay" en nouvelle "Licence de contenu", ainsi que du rétablissement de la licence Creative Commons CC0, pour les contenus téléchargés sur Pixabay avant le 9 janvier 2019.

## Description
Sur Pixabay, les utilisateurs peuvent obtenir des images de qualité sous CC0 jusqu'en 2019. La licence de libre diffusion est ensuite modifiée avec des conditions plus restrictives mais autorisant leur réutilisation à des fins personnelles ou commerciales dans certaines conditions. Pour fournir des images, cependant, l'inscription est nécessaire et en téléversant des fichiers, les contributeurs placent leurs œuvres sous CC0, permettant ainsi l'utilisation gratuite de leur travail.
Environ 27 % des visiteurs de Pixabay parlent l'anglais, 20 % l'espagnol, 11 % le portugais, 7 % l'allemand et 5 % parlent le français. Les utilisateurs sont principalement des blogueurs, graphistes, auteurs, journalistes et annonceurs.
En 2018, la qualité générale des photos est jugée « médiocre dans son ensemble » ou en 2020, « variable » grâce à « un large éventail de sujets ».